# Temporada 1858-1859 del Liceu

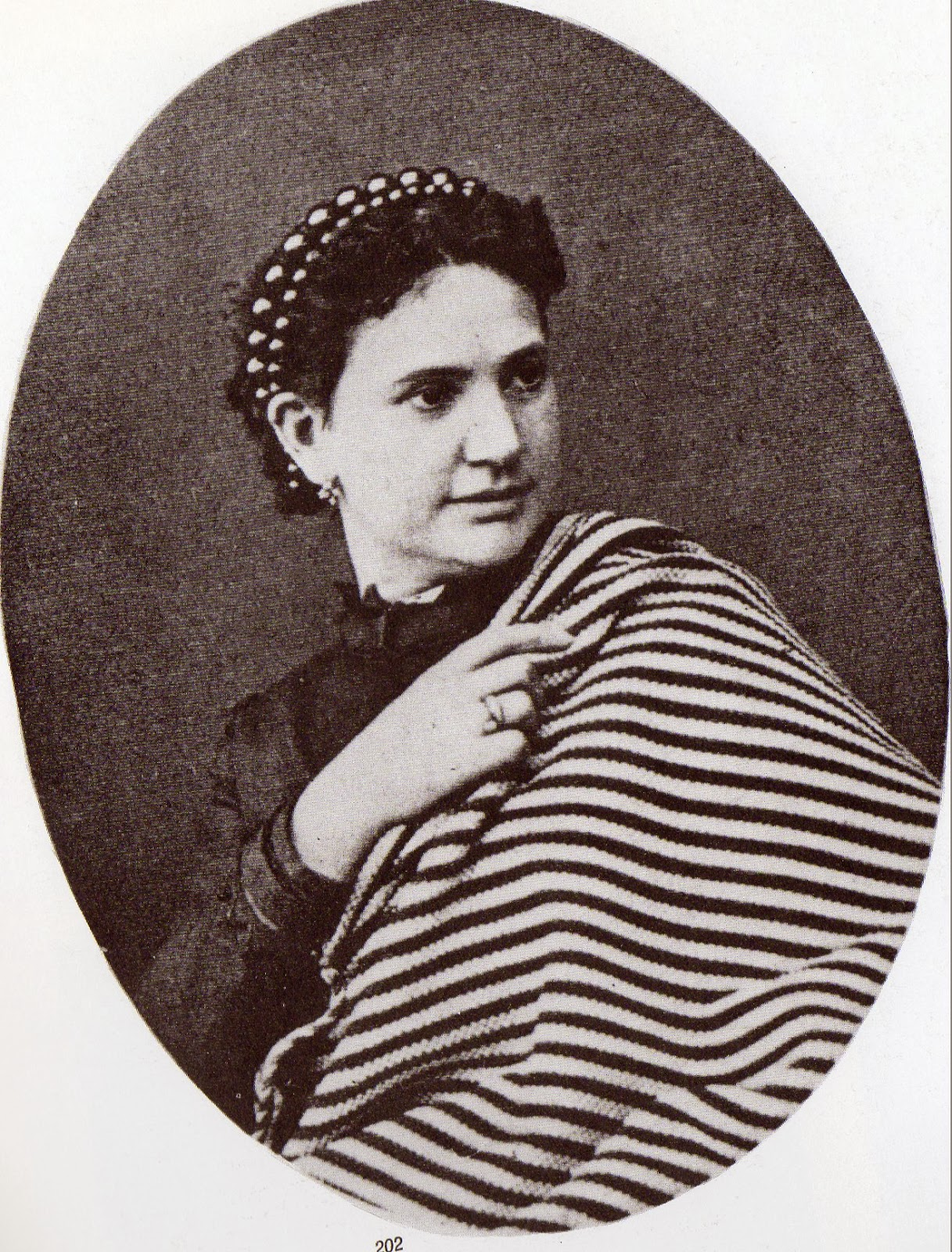
Angiolina Ortolani

La temporada 1858-1859 era la de Mario Tiberini, tenore contraltino que entre setembre i maig cantà catorze títols diferents.
La temporada va comptar amb els següents artistes de la companyia lírica italiana:
- Mestre director: Gabriel Balart
- Sopranos primeres: Angiolina Ortolani
- Sopranos segones Caterina Mas i Porcell, Joana Fossa
- Mezzosoprano: Balbina Stefenone, Clarisse Sannier
- Primer tenor: Mario Tiberini, Luigi Saccomano, Felice Pozzo
- Segon tenor: Luigi Bottagisi
- Baríton: Giuseppe Federico Beneventano, Giorgi Brandi
- Baix primer: Agustí Rodas
- Baix segon: Josep Obiols[2]

El 14 d'abril del 1859 el tenor Mario Tiberini i la soprano Angiolina Ortolani es casen a l'església de Sant Jaume del carrer Ferran de Barcelona a les 7 del matí.
| Temporada 1858-1859 del Liceu |                          |                  |                   | |           | |
| Òpera                         | Compositor               | Director musical | Director d'escena | Papers principals | Producció | Dates |
| Il trovatore                  | Giuseppe Verdi           | Marià Obiols     |                   | Giuseppe Federico Beneventano (Francesco Giuseppe Federico Beneventano Del Bosco, barone Della Piana), Balbina Steffenoni, Clarisse Sannier, Mario Tiberini (setembre; octubre; desembre; gener; 17, 18 febrer), Felice Pozzo (24 novembre), Albino Bianchi (20, 24 febrer 1859), Agustí Rodas (setembre; 1, 3, 7 octubre; desembre; gener; febrer), Gaetano Bailini (19 i 28 octubre i 24 novembre), Joana Fossa, Manuel Arcas, Josep Obiols |           | 30 setembre; 1, 3, 7, 19, 28 octubre; 24 novembre; 12 desembre; 21 gener; 17, 18, 20, 24 febrer                       |
| I Puritani                    | Vincenzo Bellini         | Gabriel Balart   |                   | Josep Obiols, Agustí Rodas, Segon Maimó (17 i 25 octubre; 7, 13 novembre 1858), Mario Tiberini, Giuseppe Federico Beneventano, Luigi Bottagisi, Catalina Mas-Porcell, Angiolina Ortolani |           | 9, 10, 13, 15, 17, 25 octubre; 7, 13, 26, 28 novembre; 5 desembre; 2, 24 gener; 27 febrer; 16 març; 29 abril; 22 maig |
| Linda di Chamounix            | Gaetano Donizetti        | Gabriel Balart   |                   | |           | 21 d'octubre al 13 de febrer                                                                                          |
| Semiramide                    | Gioachino Rossini        | Gabriel Balart   |                   | Balbina Steffenone, Sannier, Federico Beneventano, Mario Tiberini, Joana Fossa, Batlini |           | 4 al 9 de novembre |
| Lucia di Lammermoor           | Gaetano Donizetti        | Gabriel Balart   |                   | |           | 17 de novembre al 9 de gener                                                                                          |
| Norma                         | Vincenzo Bellini         | Gabriel Balart   |                   | Felice Pozzo, Agustí Rodas, Balbina Steffenoni, Clarisse Sannier, Joana Fossa, Luigi Bottagisi |           | 1 al 10 de desembre                                                                                                   |
| Don Pasquale                  | Gaetano Donizetti        | Gabriel Balart   |                   | |           | 7 de desembre al 19 de maig                                                                                           |
| Gli Ugonotti                  | Giacomo Meyerbeer        |                  |                   | |           | 21 de desembre |
| La regina di Golconda         | Gaetano Donizetti        | Gabriel Balart   |                   | |           | 12 de gener |
| Rigoletto                     | Giuseppe Verdi           | Gabriel Balart   |                   | Mario Tiberini, Luigi Saccomano, Angiolina Ortolani, Agustí Rodas, Clarisse Sannier, Josefina Vidal, Ulisse Ardavani, Josep Obiols |           | 30 gener; 2, 11 febrer                                                                                                |
| L'ebrea (la juive)            | Jacques Fromental Halévy | Gabriel Balart   |                   | Mario Tiberini, Agustí Rodas, Bianchi, Federico Beneventano, Angiolina Ortolani, Balbina Steffenone |           | 1 al 20 de març |
| Il saltimbanco                | Giovanni Pacini          | Gabriel Balart   |                   | Federico Beneventano, Angiolina Ortolani, Mario Tiberini, Luigi Bottagisi, Caterina Mas-Porcell |           | 26 de març a l'1 de maig                                                                                              |
| La sonnambula                 | Vincenzo Bellini         | Gabriel Balart   |                   | Fortunata Tedesco |           | 2 d'abril al 30 de maig                                                                                               |
| I Lombardi                    | Giuseppe Verdi           | Gabriel Balart   |                   | |           | 13 al 14 d'abril |
| Matilde di Shabran            | Gioachino Rossini        | Gabriel Balart   |                   | Mario Tiberini, Angiolina Ortolani, Joana Fossa, Federico Beneventano, Agostino Rovere, Caterina Mas-Porcell, Agustí Rodas, Luis Bottagisi, Manuel Arcas |           | 24 d'abril |
| Arnaldo di Erill              | Nicolau Guanyabens       | Gabriel Balart   |                   | |           | 12 al 13 de maig |
| Il barbiere di Siviglia       | Gioachino Rossini        | Gabriel Balart   |                   | Mario Tiberini, Agostino Rovere, Angiolina Ortolani, Giuseppe Federico Beneventano, Agustí Rodas, Manuel Arcas, Caterina Mas-Porcell, Francesc Sánchez |           | 26 al 29 de maig |